# Cabera candidaria
Cabera candidaria là một loài bướm đêm trong họ Geometridae.